# ۱۲-هیدروکسی ایکوزاتترا انوئیک اسید
۱۲-هیدروکسی ایکوزاتترا انوئیک اسید (به انگلیسی: 12-Hydroxyeicosatetraenoic acid) یک ایکوزانوئید با شناسه پاب‌کم ۵۲۸۳۱۵۵ است. این ترکیب متابولیت اسید آراشیدونیک بوده به گیرنده مو اپیوئیدی μ-opioid receptor پیوند میشود.